# مستند آتیلا

## ایجاد

### مستند آتیلا
مستند کوتاه آتیلا که پژوهش و ساخت آن از سال 1398 شروع و در سال 1400 به اتمام رسید توانست در جشنواره های بین المللی موفقیت های بزرگی به دست آورد.
مستند آتیلا به تهیه کنندگی و کارگردانی امید شناور، داستان زندگی سگ آزار دیده ای در مشهد را روایت میکند، که توسط سجاد ندیمی و دوستانش امداد و درمان میشود و در ادامه سرنوشت عجیبی برایش رقم میخورد.

### جوایز بین المللی آتیلا
- جایزه بهترین مستند کوتاه در KOREA INTERNATIONAL SHORT FILM FESTIVAL کره جنوبی
- جایزه بهترین مستند کوتاه در   Budapest Film Festival مجارستان
- فینالیست جشنواره Animalis Fabula Film Festival امریکا
- فینالیست جشنواره Kalamata International Short Documentary Festival یونان
- برگزیده جشنواره Paradise Film Festival مجارستان
- برگزیده جشنواره Midwest Slam Fest امریکا
- برگزیده جشنواره Branson International Film Festival امریکا
- برگزیده جشنواره Kerala Short Film Festival هند
- برگزیده جشنواره Kautik International Film Festival هند
- برگزیده جشنواره Cinemaking International Film Festival هند
- برگزیده جشنواره OPEN VISION FILM FEST صربستان
- برگزیده جشنواره kalakari film fest هند
- برگزیده جشنواره ARFF Amsterdam  هلند
- برگزیده جشنواره Cut International Short Film Festival امریکا
- برگزیده جشنواره  Mostra Animal  برزیل

### عوامل مستند کوتاه «آتیلا»
تحقیق و پژوهش: زهرا واعظی - مریم ترکمان سهرابی
مشاور پروژه و فیلمنامه: ریحانه امیدقائمی
بازیگران: سجاد ندیمی - سودابه طالقانی - دکتر علیرضا کوچکزاده - جواد شاکر - فاطمه رسولی
Dr Margaret Beaumont - William Beaumont
نریتور: پویا شریف دشتی
موسیقی: سروش صالحی
دستیار کارگردان: سهیل میرزاآقایی
تهیه کننده و کارگردان: امید شناور
پخش بین المللی فیلم آتیلا را ادیت تو editeto.com برعهده دارد.